# Un père à tout prix
Un père à tout prix (Zwei Millionen suchen einen Vater) est un téléfilm allemand réalisé par Thomas Jacob et diffusé en 2006.

## Fiche technique
- Titre original : Zwei Millionen suchen einen Vater
- Scénario : Heinz-Dieter Herbig, Claudia Matschulla
- Durée : 89 min
- Pays :  Allemagne

## Distribution
- Johanna-Christine Gehlen (de) : Gabriela Wegner
- Markus Knüfken : Thomas Behrens
- Laura Alberta Szalski : Theresa Ehlers
- Petra Kelling (de) : Edda Krüger
- Marita Marschall (de) : Amelie Dossenbach
- Bernd Stegemann : Siegfried Dossenbach
- Gianni Marco Simic : Ole
- Angelika Perdelwitz (de) : Madame Wollin
- Roswitha Dierck : Maria Schübl
- Michael Gahr : Franz Schübl
- Günter Schubert : Maire Petersen
- Erwin Borner : Otto Butz
- Heidi Mahler : Hilde
- Jeanne Tremsal : Franziska Ehlers